# Фатіх Ак'єль
Фатіх Ак'єль (тур. Fatih Akyel, нар. 26 грудня 1977, Стамбул) — турецький футболіст, що грав на позиції правого захисника. По завершенні ігрової кар'єри — тренер.
Виступав, зокрема, за клуби «Галатасарай» та «Фенербахче», а також національну збірну Туреччини, у складі якої — бронзовий призер чемпіонату світу 2002.
П'ятиразовий чемпіон Туреччини. Дворазовий володар Кубка Туреччини. Володар Суперкубка Туреччини. Володар Кубка УЄФА. Володар Суперкубка УЄФА.

## Клубна кар'єра
Свій перший професійний контракт уклав 1995 року з одним з лідерів турецького футболу, «Галатасараєм». Утім у дорослому футболі дебютував наступного, 1996, року виступами за друголігову команду «Бакиркейспор», в якій провів один сезон, взявши участь у 29 матчах чемпіонату. 
Влітку 1997 року 19-річний захисник повернувся до «Галатасарая», де відразу став основним виконавцем на правому фланзі захисту команди. Протягом наступних чотирьох сезонів був основним гравцем команди, яка за цей період тричі виборювала титул чемпіона Туреччини, стала володарем Кубка УЄФА 1999/00 і Суперкубка УЄФА 2000.
Влітку 2001 року перебрався до іспанської «Мальорки», у складі якої не заграв, натомість того ж року повернувся на батьківщину, уклавши контракт з «Фенербахче». За цю стамбульську команду відіграв два з половиною сезони, зробивши свій внесок у здобуття нею двох національних чемпіонських титулів.
У листопаді 2004 року контракт захисника з «Фенербахче» було розторгнуто і він знову спробував заграти за кордоном. Утім, провівши по декілька ігор за німецький  «Бохум» і грецький ПАОК, на початку 2006 року вже остаточно повернувся до Туреччини, де його новим клубом став «Трабзонспор». Згодом всиг пограти за «Генчлербірлігі», «Касимпаша» та «Коджаеліспор», доки не завершив ігрову кар'єру 2010 року виступами за затретьоліговий «Тепеджікспор».

## Виступи за збірну
1997 року дебютував в офіційних матчах у складі національної збірної Туреччини. 
2000 року був основним захисником турецької команди на тогорічному чемпіонаті Європи у Бельгії та Нідерландах, де вона сягнула стадії чвертьфіналів. 
За два роки поїхав у складі збірної на чемпіонату світу 2002 до Японії і Південній Кореї, на якому також виходив на поле в усіх матчах і де турки неочікувано здобули бронзові нагороди мундіалю. Також був учасником розіграшу Кубка конфедерацій 2003 року у Франції.
Загалом протягом кар'єри у національній команді, яка тривала 8 років, провів у її формі 64 матчі.

## Кар'єра тренера
Розпочав тренерську кар'єру, повернувшись до футболу після невеликої перерви, 2014 року, ставши асистентом головного тренера «Елязигспора».
Згодом обіймав посади головного тренера у низці турецьких команд другого-третього дивізіонів, останнім з яких наразі був «Гюмюшханеспор», в якому Фатіх Ак'єль працював з 2019 по 2020 рік.

## Титули і досягнення
- Чемпіон Туреччини (5):

«Галатасарай»: 1997-1998, 1998-1999, 1999-2000
«Фенербахче»: 2003-2004, 2004-2005
- Володар Кубка Туреччини (2):

«Галатасарай»: 1998-1999, 1999-2000
- Володар Суперкубка Туреччини (1):

«Галатасарай»: 1997
- Володар Кубка УЄФА (1):

«Галатасарай»: 1999-2000
- Володар Суперкубка УЄФА (1):

«Галатасарай»: 2000
- Бронзовий призер чемпіонату світу: 2002